# Вербицкого (район Чернигова)
Вербицкого (укр. Вербицького) — исторически сложившаяся местность (район) Чернигова, расположена на территории Деснянского административного района.

## История
В период 1929—1973 года хутор Вербицкого Черниговского района был включен в состав города. Хутор изображен на карте 1929 года, между сёлами Коты и Певцы.

## География
Хутор Вербицкого был расположен на западе центральной части Деснянского района Чернигова — между современным проспектом Мира и рекой Стрижень. Сейчас данная местность занята нежилой застройкой и частными домами.

## Транспорт
Маршруты общественного транспорта проходят по проспекту Мира.